# Wester Pond Brook
De Wester Pond Brook is een beek in de Canadese provincie Newfoundland en Labrador. De 4 km lange beek bevindt zich op het schiereiland Bonavista in het oosten van het eiland Newfoundland. Ze mondt ter hoogte van Summerville in zee uit.

## Toponymie
Wester is een Newfoundlands-Engelse variant op het woord western (westelijk).

## Verloop
De Wester Pond Brook vindt haar oorsprong in een moerasgebied op ruim een kilometer ten noorden van de Princeton Big Pond. De beek vormt de noordelijke uitstroom van dat moeras en gaat over haar gehele lengte in noordelijke richting. Daarbij gaat ze ook doorheen twee kleine meertjes.
Na zo'n 4 km doorheen de wouden te stromen, komt ze uiteindelijk uit in het dorp Summerville. Ze stroomt daar onderdoor provinciale route 235 en mondt kort erna uit in de Indian Arm, een grote zijarm van de Southern Bay. De vlakte aan haar monding biedt vanaf de weg een doorkijk op die zeearm.